# بنية (جيولوجيا)

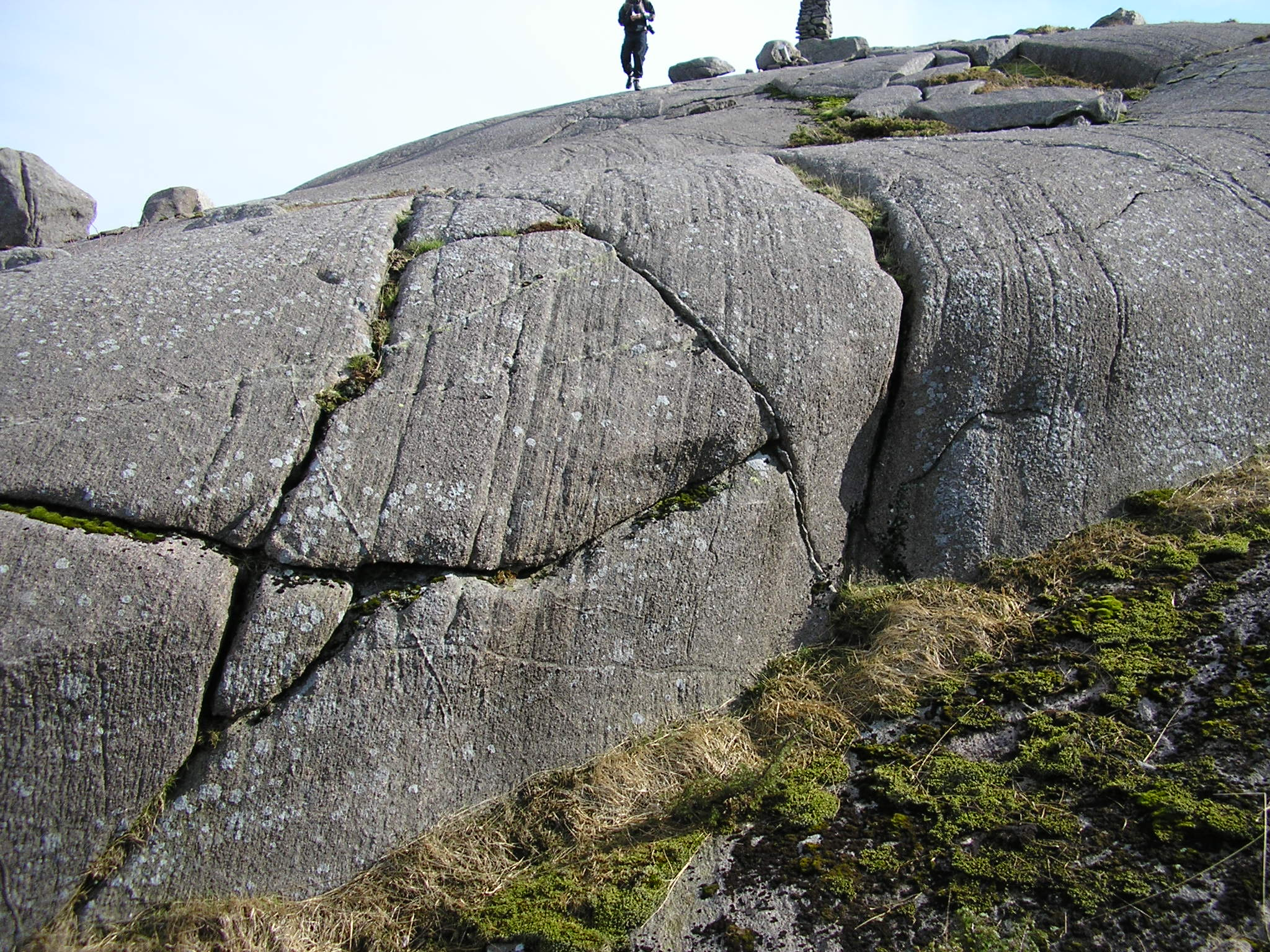
بنية أولية في استرساب الأنورثوسايت، روغالاند، النرويج

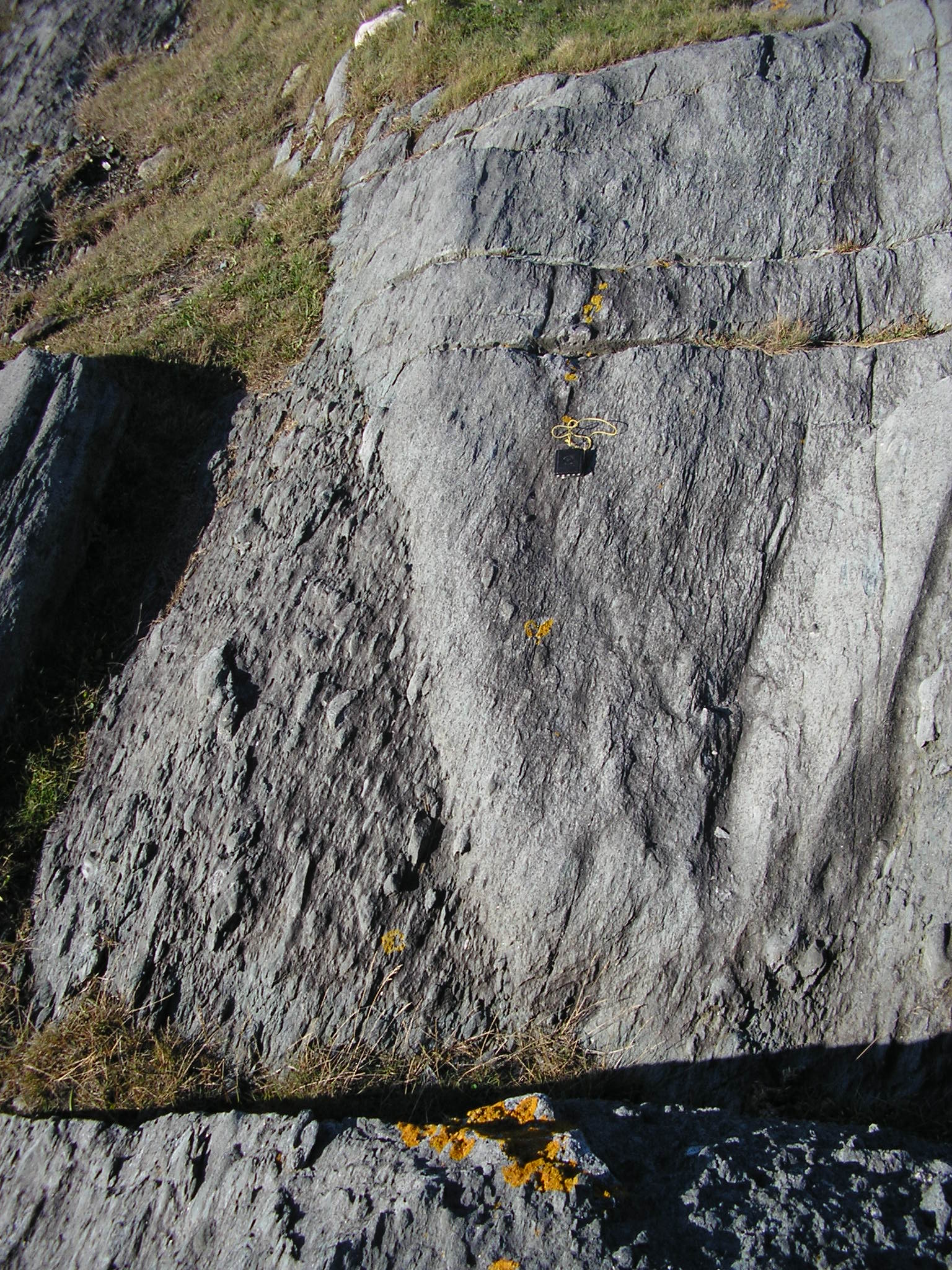
رواسب بركانية مائية مشوهة. تظهر البنية الأولية (الطباقية) من خلال تغير مفاجئ في الصخور الفتاتية، والبنية الثانوية الموضحة من خلال بنية إس اختراقية وتشقق، وكصخر دقيق الحبيبات، وكبنية شكلية في الصخور الفتاتية البركانية المشوهة. كيب فورشو، نوفا سكوتيا

في علم الجيولوجيا، يصف المصطلح بنية الصخر التكوين المكاني والهندسي لكل العناصر التي تكونه.

## أنواع البنية
- البنية الأولية - بنية نتجت أثناء التكون الأصلي للصخر، على سبيل المثال، التوجيه المفضل للمحاور الطويلة للصخور الفتاتية في صخور الرواهص، موازيًا لاتجاه التدفق، وتترسب من خلال تيار انحساري سريع.
- بنية الشكل - بنية تتحدد بالتوجيه المفضل للعناصر غير المتساوية داخل الصخر، مثل الحبيبات المعدنية الصفيحية أو الإبرية الشكل. كما قد تتشكل أيضًا من تشوه العناصر المتساوية في الأصل مثل الحبيبات المعدنية.[3]
- التوجيه البلوري المفضل - في الصخور اللدنة المشوهة، تظهر المعادن المُكوِّنة عادة توجيهًا مفضلاً لمحاورها البلورية كنتيجة لعمليات الانخلاع.
- بنية إس - بنية مستوية مثل التشقق أو التورُّق؛ عندما تُكوِّن البنية السائدة في صخرة، يمكن أن تسمى تكتونيات إس.
- بنية إل - بنية خطية مثل التخطط الامتدادي المعدني، حيث تمتد تجمعات من الحبيبات معادة التبلور في المحاور الطويلة للمجسم الناقص للإجهاد المحدود، وعندما تُكوِّن البنية السائدة في صخرة، يمكن أن تسمى تكتونيات إل.
- البنية الاختراقية ـ بنية موجودة خلال الصخور، وتقل عمومًا لتصبح في حجم الحبيبات، بالرغم من أن ذلك يعتمد أيضًا على الحجم الذي تحدث عنده الملاحظات.[4]